# Тлоїнка
Тло́їнка (рос. Тлоинка) — річка в Удмуртії (Можгинський район), Росія, права притока Вали.
Довжина річки становить 11 км. Бере початок на південно-східній околиці села Мала Воложик'я, впадає до Вали за 1,5 км на північ від колишнього присілку 24 лісоучасток. Річка протікає спочатку на захід, потім повертає на південь і в самому гирлі повертає знову на захід. Через річку в районі колишнього присілку Велика Воложик'я збудовано автомобільний міст.
Над річкою розташовані населені пункти Можгинського району — Мала Воложик'я та Бурмакіно.